# Гореченков, Гавриил Иванович
Гавриил Иванович Гореченков — советский хозяйственный и политический деятель.

## Биография
Родился в 1908 году. Член КПСС.
Окончил Ростовский институт путей сообщения.
В 1933—1938 гг. — инженер, старший инженер, начальник отдела строительного управления в Казахской ССР.
В 1938—1943 гг. — директор института «Гипроказнефть».
В 1943—1947 гг. — директор завода № 441 (Гурьевского нефтеперерабатывающего завода).
В 1947—1955 гг. — директор Новокуйбышевского нефтеперерабатывающего завода.
В 1955—1973 гг. — начальник Главного управления по строительству предприятий нефтяной промышленности Миннефтепрома СССР, заместитель председателя Омского совнархоза, заместитель начальника Главнефти Совнархоза РСФСР, начальник технического управления Мингазпрома СССР.
Лауреат Государственной премии СССР и премии Совета министров СССР.
Умер в 1982 году в Москве.

## Награды
- Орден Ленина
- Орден Трудового Красного Знамени (четырежды)
- Орден Знак Почёта